# Nguyễn Xuân Giang
Nguyễn Xuân Giang (sinh năm 1940) là một Anh hùng Lực lượng Vũ trang Nhân dân Việt Nam.

## Tiểu sử
Nguyễn Xuân Giang sinh năm 1940 tại thôn Tân Thịnh, xã Tân Thủy, huyện Lệ Thủy, tỉnh Quảng Bình trong gia đình có truyền thống yêu nước. Ông nhập ngũ từ năm 1960, công tác trong lực lượng công an vũ trang nhân dân (nay thuộc Bộ đội Biên phòng Việt Nam), làm nhiệm vụ tại Khu liên hiệp quân sự ở hai bờ Bắc – Nam sông Bến Hải.
Ngày 6 tháng 6 năm 1976, ông được Chính phủ cách mạng Lâm thời Cộng hòa Miền Nam Việt Nam tặng thưởng danh hiệu Anh hùng Lực lượng Vũ trang Nhân dân.